# Anton Durković
Anton Durković (rum. Anton Durcovici; Bad Deutsch-Altenburg, Austrija, 17. svibnja 1888. - Sighetu Marmației, Rumunjska, 10. prosinca 1951.) bio je rumunjski biskup i mučenik hrvatskog i austrijskog podrijetla, blaženik Katoličke Crkve.
Bio je biskup Iaşija od 1947. do svoje smrti. Bio je žrtva rumunjskog komunističkog režima, pod kojim je bio zatvoren; umro je u zatvoru. Bio je poznat kao revni biskup koji je posjećivao svaku župu unutar granica svoje biskupije i poznat po svojim naporima u propovijedanju Evanđelja te odanosti Crkvi zbog koje ga je progonio komunistički režim. Bio je rektor bukureštanskog sjemeništa i sveučilišni profesor kanonskog prava. 
Proces proglašenja blaženim započeo je 1990-ih i kulminirao 2013. nakon što je papa Franjo odobrio njegovu beatifikaciju; kardinal Angelo Amato predvodio je beatifikaciju 2014. godine u papino ime u Durkovićevoj biskupiji.

## Životopis

### Djetinjstvo i obrazovanje
Anton Durković rođen je u Bad Deutsch-Altenburgu u Austriji (na granici s Mađarskom) 17. svibnja 1888. kao drugo od dvoje djece Hrvata Franza Durkovića (1858. - 1893.) i Austrijanke Marije Mittermeier; kršten je u crkvi Velike Gospe sljedećeg 21. svibnja. Otac mu je umro od akutne tuberkuloze 1893. godine, kada je Anton imao četiri godine. Otac je obolio nakon što je kao vojnik sudjelovao u austro-ugarskom zaposjedanju Bosne i Hercegovine 1878. Anton Durković odselio se u Kraljevinu Rumunjsku zajedno s majkom udovicom i bratom Franzom; nastanili su se u gradu Iaşiju 1895. 
Njegova je majka tražila posao kao pralja i krojačica. Tetka njegove majke po prezimenu Österreicher (koja je postala udovica 1895.) živjela je u Iaşiju gdje je imala restoran. Godine 1894. pozvala je nećakinju da joj pomogne u radu pa je preselila sebe i svoje dvoje djece tamo. Godine 1895. krenuo je u školu i naučio rumunjski jezik. Od 1896. do 1898. živio je u Ploieştiju gdje su on i njegov brat pohađali školu, a 1898. se preselio u Bukurešt.
Od 1898. Durković je pohađao srednju školu S. Andrei (1898. – 1901.) kojom su upravljala Braća kršćanskih škola u Bukureštu i tamo je upoznao benediktinskog redovnika Luciusa Fetza koji je ostao impresioniran Durkovićem i njegovim akademskim rezultatima. Pohađao je školu S. Iosif od 1901. do 1906. Dana, 25. svibnja 1899. primio je krizmu od bukureštanskog nadbiskupa Francisca Xaveriua Hornsteina. U to je vrijeme postao poslužitelj oltara i prisustvovao je jutarnjoj misi prije nego što su mu dali užinu i poslali ga u školu. Ubrzo je Fetz posredovao kod nadbiskupa Bukurešta koji ga je 1. rujna 1901. primio na crkvene studije. Dana, 23. listopada 1906. primio je diplomu od fr. Augustin Kuczka nakon što je položio maturu koja je uključivala predmete kao što su grčki i matematika. Savladao je rumunjski i grčki jezik, ali je uz tradicionalni talijanski jezik i latinski učio i mađarski; studirao je i francuski jezik.
Kasnije, 1906., nastavio je studij u Rimu (po nalogu nadbiskupa Bukurešta) gdje je pohađao papinski koledž Svetog Tome i koledž Propaganda Fide gdje je stekao diplomu iz kanonskog prava, kao i iz filozofskih i teoloških studija; to je uključivalo dva doktorata. Od 1910. do 1911. služio je kao prefekt studija na koledžu Propaganda Fide. Iskoristio je tjedan prije početka studija u Rimu da istraži Rim i Baziliku Svetog Petra prije nego što je započeo studij 4. studenog 1906. Godine 1910. dobio je doktorat divinitatis, dok je diplomu kanonskog prava stekao 1911. na Papinskoj Gregorijani.
Njegovo je ređenje odgođeno zbog njegove dobi, jer Durković nije navršio potrebnu dob za ređenje. Situacija se promijenila otkako su kardinal Girolamo Maria Gotti i rektor koledža monsinjor Giovanni Bonzano pokazali znakove da su oboje impresionirani Durkovićem i njegovom radnom etikom. To je dovelo do toga da mu je odobreno 20-mjesečno odricanje od dobi što mu je omogućilo da se zaredi.

### Svećeništvo
Durković je primio svećeničko ređenje 24. rujna 1910. od kardinala Pietra Respighija u Lateranskoj bazilici u Rimu. Dana, 29. srpnja 1911. napustio je Rim kako bi se vratio kući, ali je prije toga otišao na hodočašće u Loreto, a zatim je otputovao u Austriju gdje je slavio svoju mladu misu u svom rodnom selu zajedno sa svojom majkom i bratom. U Rumunjsku se vratio 11. kolovoza 1911. gdje je imenovan učiteljem sjemeništaraca u Bukureštu, a potom župnim upraviteljem u Tulcei. Durković je imenovan za profesora vjeronauka u gimnaziji S. Iosif. Ulaskom Rumunjske u Prvi svjetski rat na savezničkoj strani poslan je u internacijski logor u Moldaviji – kao austrijski državljanin, sve dok nije oslobođen prema naredbi rumunjskoga kralja Ferdinanda I. Od 1918. do 1922. poučavao je studente uz službu u župi Giurgiu i otprilike u to vrijeme osnovao je "Unio Apostolica Cleri" za promicanje zvanja i bratstva među svećenicima. Godine 1931. kralj Karlo II. dodijelio mu je orden Zvijezde Rumunjske.
Durković je 1924. godine postao rektorom sjemeništaraca u Bukureštu i tu je dužnost obnašao do imenovanja biskupom u travnju 1948.

### Episkopat
Papa Pio XII. imenovao je Durkovića biskupom Iaşija u listopadu 1947., a biskupsko posvećenje primio je 5. travnja 1948. od nacionalnog apostolskog nuncija. Suposvetitelji su bili: Alexandry Theodor Cisar i Marco Glaser. Njegovo biskupsko ređenje bilo je odgođeno pet mjeseci – trebalo se slaviti u studenom 1947. – ali su se komunisti protivili njegovom imenovanju iako su ubrzo popustili. Njegovo posvećenje dogodilo se u katedrali svetog Josipa u Bukureštu.
Postao je protivnik komunističkog režima nakon Drugog svjetskog rata koji ga je pokušao natjerati da prihvati smanjenje papinske kontrole nad rumunjskim katolicima. Durković je 1947. godine stavljen pod nadzor i komunisti su o njemu vodili dosje (broj 84569) i nadali se da će ga optužiti po nekoj optužbi. Vlasti su prikupile 57 izjava seljaka iz trinaest sela koji su bili nezadovoljni Durkovićem zbog njegovog odbijanja da u crkve uvede mađarski jezik. To je omogućilo komunistima da izmišljaju optužbe protiv njega. Rumunjska tajna služba Securitate ubrzo ga je uhitila (i njegovog kolegu fra Raffaela Friedricha) 26. lipnja 1949. dok je bio u posjetu kongregaciji Popești-Leordeni. Uhićen je na ulici dok je išao podijeliti sakrament potvrde u župi u blizini glavnoga grada gdje su ga pretukli dok su ga tjerali u automobil koji ga je čekao.

### Zatvor i smrt
Držan je u Jilavi od lipnja 1949. do 10. rujna 1951., a zatim je prebačen u zatvor Sighet zajedno sa svojim kolegama biskupima Áronom Mártonom i Alexandruom Cisarom; bio je meta mučenja i lišavanja. Stavili su ga u ćeliju 13 bez svjetla i topline. Sredinom studenog 1951. premješten je u izolaciju kako bi mogao umrijeti sam i kako bi njegova smrt bila nepoznata drugima. Također je bio skinut do gola i izložen zimskom vremenu, a uskraćivali su mu hranu i vodu, što je dovelo do njegove smrti u ćeliji u večernjim satima 10. prosinca 1951. kao rezultat lošeg postupanja i pothranjenosti. Pokopan je u neoznačenom grobu. Iskazi svjedoka govore da je Durković dobio konačno odrješenje od grijeha kroz vrata ćelije od kolege svećenika zatvorenika. Komunističke vlasti pokušale su izbrisati sve dokaze o njegovom boravku u zatvoru i većina dokumenata je uklonjena kako bi se sakrilo njegovo zatvaranje. Veći je broj rimokatoličkih i grkokatoličkih rumunjskih biskupa, koji su zatvoreni i mučeni od komunističkih vlasti.

### Beatifikacija
Proces proglašenja blaženim pokrenut je pod papom Ivanom Pavlom II. 28. siječnja 1997. nakon što je Kongregacija za kauze svetaca proglasila Durkovića slugom Božjim i izdala edikt "nihil obstat" (bez prigovora) koji bi omogućio početak kauze. Biskupijska istraga pokrenuta je u Durkovićevoj biskupiji 25. ožujka 1997., a kasnije je zatvorena 11. rujna 1999. nakon što je istraga završila svoj posao. 
Papa Franjo potvrdio je 31. listopada 2013. da je Durković umro "in odium fidei" (iz mržnje prema vjeri) i potvrdio da će biti proglašen blaženim. Kardinal Angelo Amato predvodio je 17. svibnja 2014. beatifikaciju u papino ime u Rumunjskoj. Apostolski nuncij Francisco-Javier Lozano i nadbiskup Bukurešta Ioan Robu prisustvovali su beatifikaciji kao i 23 tisuće ljudi. Kardinal Amato je u svom obraćanju nazvao Durkovića "milosrdnim temperamentom", dok ga je papa Franjo u beatifikacijskom apostolskom pismu nazvao "revnim svećenikom". Rumunjski premijer Victor Ponta objavio je izjavu za proglašenje blaženim pozivajući na jedinstvo svih Rumunja bez obzira na vjeru. 

## Galerija
- Memorijalna ploča posvećena Antonu Durkoviću u staroj katedrali u Iașiju.
- Mozaik Antona Durkovića u rodnom mjestu Bad Deutsch-Altenburg.